# Можвай (починок)
Можва́й (рос. Можвай) — починок (колишнє селище) в Зав'яловському районі Удмуртії, Росія.
Знаходиться на правому березі верхньої течії річки Мужвайка, на північний захід від села Леніно. На південний захід існує присілок Можвай. До 2000 року через село проходила Постольська вузькоколійна залізниця, а саме село виникло як залізнична станція на ній.

## Населення
Населення — 54 особи (2012; 38 в 2010).
Національний склад станом на 2002 рік:
- удмурти — 60 %

## Урбаноніми[3]
- вулиці — Лісова, Мужвайська, Пісочна, Хутір, Центральна
- провулки — Безіменний, Короткий, Ставковий, Тихий